# در تاریکی (فیلم ۲۰۰۹)
در تاریکی (ترکی استانبولی: Karanlıktakiler) فیلمی در ژانر درام به کارگردانی چاقان ایرماک است که در سال ۲۰۰۹ منتشر شد. از بازیگران آن می‌توان به مرال چتین‌کایا و دریا آلابورا اشاره کرد.